# Linda Thorson
Linda Thorson (n. 18 de junio de 1947), es una actriz canadiense.

## Carrera
Nacida en Ontario, Toronto, Canadá, empezó su carrera en 1969, reemplazando a Diana Rigg, en Los Vengadores con Patrick Macnee, interpretando a Tara King. Participó en 33 capítulos de la serie.
En 1973 actúa como invitada en la célebre: Thriller, una serie de misterio, en 1977 coprotagoniza la película Valentino, de Ken Russell, en 1978 actúa en: Return of the Saint (El retorno de El Santo).
En los 80s tiene una participación en Curtains,  película de terror protagonizada por Samantha Eggar. Además, en Broadway interpreta Noises Off (1983), de Michael Frayn.
En 1985 como invitada en la serie de Robert Urich - Spenser: For Hire, y en dos capítulos de Dinastía, también es invitada en las series: Monsters o Monstruos, Star Trek: The Next Generation (Viaje a las estrellas: la siguiente generación - Kung Fu: The Legend Continues (Kung Fu: la leyenda continúa), 1993 - F/X: The Series.
En 1998 coprotagoniza la serie: Emily of New Moon (Emily de luna nueva). En 2001 actúa en Ley y orden.
Entre 2006 - 2007 es coprotagonista en Emmerdale Farm (Granja Emmerdale), una serie dramática, donde interpreta a Rosemary King. En 2009 es la actriz principal de Rachel, un cortometraje italo-estadounidense.
En 2011 actuó en la película Committed como Isadora.